# Horcajuelo de la Sierra
Horcajuelo de la Sierra es un municipio español de la provincia y Comunidad de Madrid. Se encuentra en el extremo nororiental de la Sierra Norte de Madrid. Forma parte de la mancomunidad de municipios de la Sierra del Rincón, junto con Puebla de la Sierra, Prádena del Rincón, Montejo de la Sierra, La Hiruela y Madarcos. Cuenta con una población de 110 habitantes (INE, 2022).

## Toponimia
La población se encuentra asentada sobre un cerro, a cuyos pies corren los arroyos Garita y Grande. Esta disposición del pueblo se cree que es el origen de su nombre, ya que "horca" tiene, entre otras acepciones, la de "pueblo entre ríos".

## Símbolos
El escudo heráldico municipio fue aprobado oficialmente el 14 de junio de 1993 con el siguiente blasón:

«Partido. Primero, las conocidas armas de los Mendoza (cuartelado en aspa, con primero y tercero en oro, con la leyenda Aver María-Gratia Plena en sable y segundo y cuarto, en sinople, con banda de gules separada por filetes de oro. Segundo, de azur, el puente de plata, sostenido de ondas de plata y azur. Entado en punta de plata, la hoja de roble, de sinople. Al timbre la Corona Real Española.»
Boletín Oficial del Estado nº 162 de 8 de julio de 1993

La descripción textual de la bandera, aprobada el 30 de junio de 1994, es la siguiente:

«Bandera de proporciones 2:3. Paño de color verde y, brochante al centro, el escudo municipal.»
Boletín Oficial del Estado nº 178 de 27 de julio de 1994

## Geografía
La localidad está situada a una altitud de 1144 m s. n. m.
| Noroeste: Robregordo        | Norte: Somosierra       | Noreste: Montejo de la Sierra |
| Oeste: Horcajo de la Sierra |                         | Este: Montejo de la Sierra    |
| Suroeste: Madarcos          | Sur: Prádena del Rincón | Sureste: Prádena del Rincón   |

## Demografía
Cuenta con una población de 111 habitantes (INE 2024).
| Gráfica de evolución demográfica de Horcajuelo de la Sierra entre 1842 y 2021                                                                                                  |
| |
| Población de derecho según los censos de población del INE Población de hecho según los censos de población del INEEn estos censos se denominaba Horcajuelo: 1842, 1857 y 1860 |

## Comunicaciones
Horcajuelo tiene dos líneas de autobús, aunque ninguna de ellas tiene conexión directa con Madrid capital. Ambas líneas están operadas por ALSA y son:
| Línea | Recorrido                                  |
| ----- | ------------------------------------------ |
| 191C  | Buitrago del Lozoya - Montejo de la Sierra |
| 199A  | Buitrago - Montejo - Mangirón - Buitrago   |

## Cultura

### Patrimonio

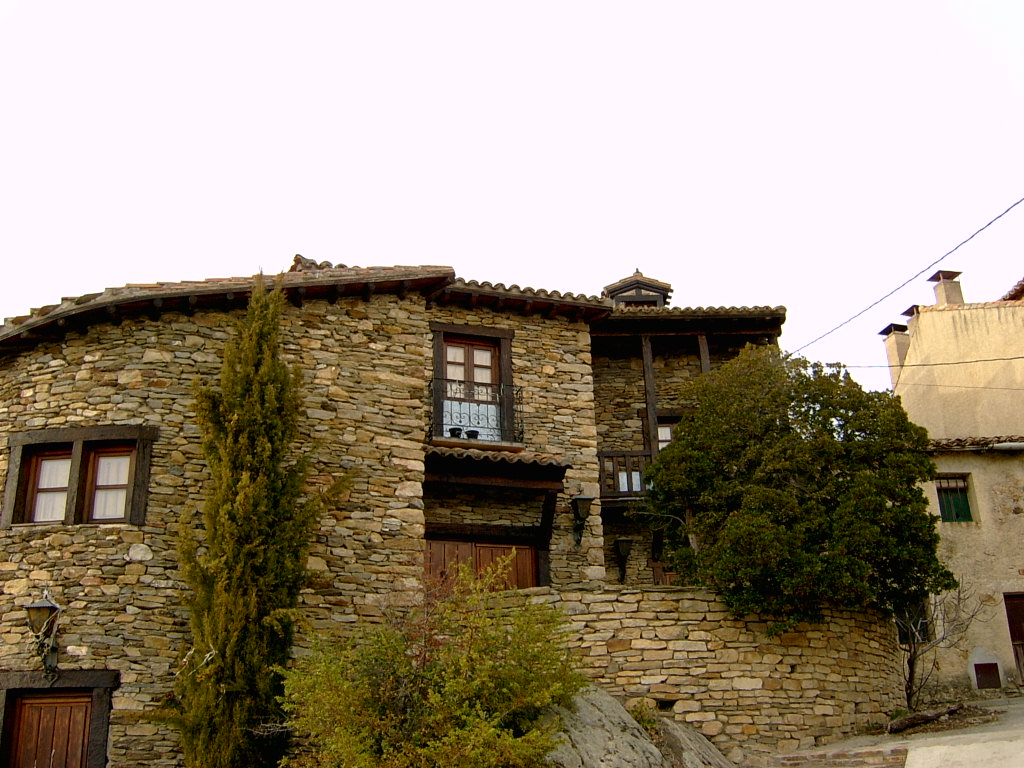
Arquitectura típica de la zona

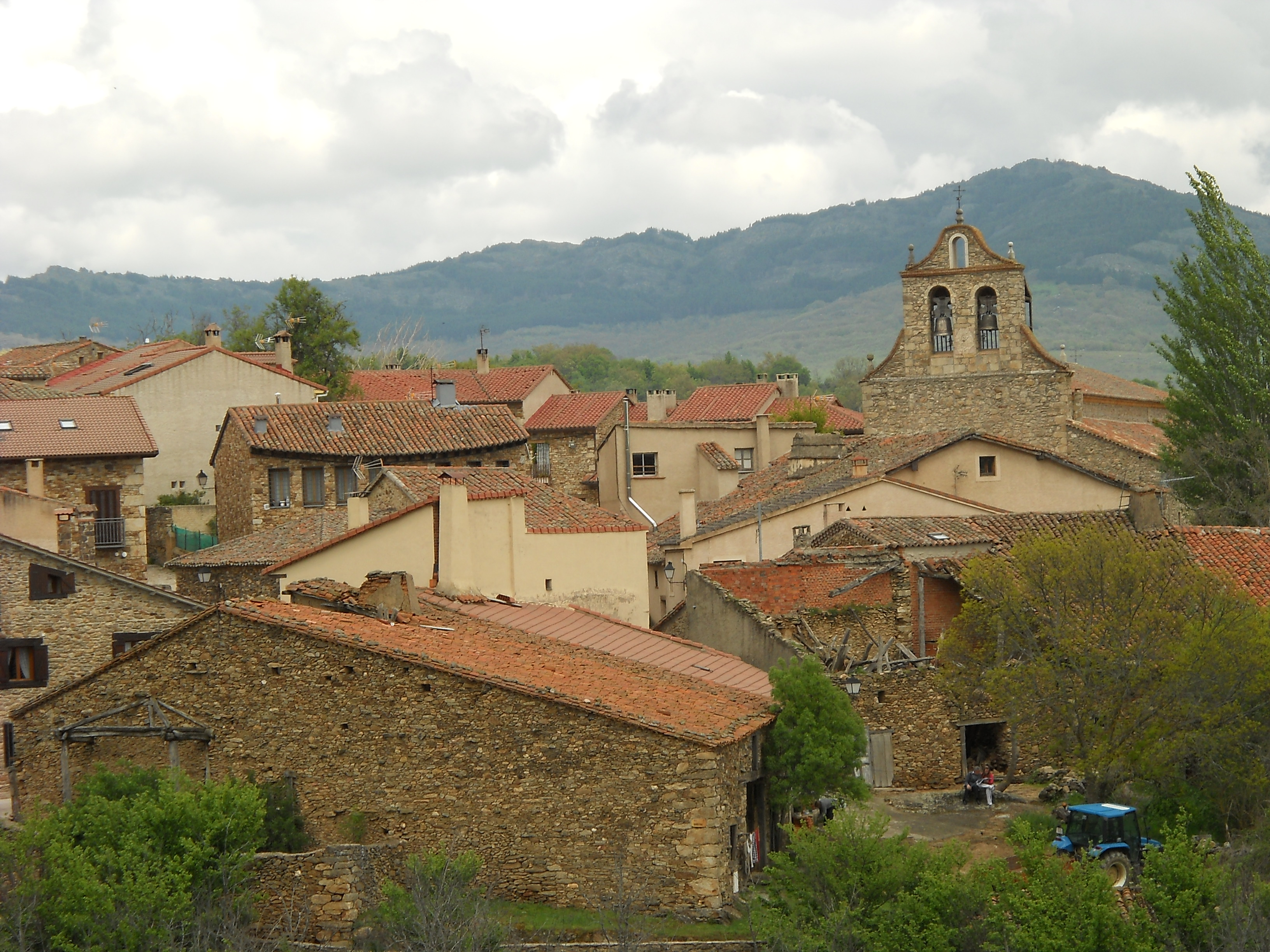
Paisaje urbano de la localidad

- La iglesia parroquial de San Nicolás de Bari, de estilo gótico (siglo XV).
- El museo etnológico fue inaugurado en 1977 y se encuentra situado en una casa tradicional, rehabilitada para su función como museo. El museo tiene tres plantas. En la primera, tradicionalmente, la cuadra de la casa, alberga útiles relacionados con las labores cotidianas. En la segunda, que era la vivienda de la casa, se muestra diversas estancias con su equipamiento tradicional. Finalmente, la tercera planta muestra indumentaria tradicional, tanto cotidiana como festiva de los habitantes del pueblo.
- La ermita de Nuestra Señora de los Dolores, situada en el entorno del pueblo.

### Fiestas
- San Antonio de Padua: 13 de junio.
- Fiestas patronales: último fin de semana de agosto.